# 親衛隊第22師
親衛隊第22「瑪麗亞·特蕾莎」志願騎兵師（德語：22. SS-Freiwilligen-Kavallerie-Division „Maria Theresa“）是納粹德國武裝親衛隊的一個骑兵師，名称来源于奥地利女大公瑪麗亞·特蕾莎，该师由德國與匈牙利的德意志裔人志願者和被徵召者組成。
第22師在1944年初编成，基础训练一直持续到1944年8月，之后转移到南乌克兰集团军群负责地区。1944年10月，该师作为第6集团军的一部分被部署参加激烈的防御战斗。1944年圣诞节前夕，从东面和南面挺进匈牙利的红军，该师被指派保卫布達佩斯。
在布達佩斯戰役中第22师大部被歼灭，师长奧古斯特·澤亨德阵亡，倖存者被編入親衛隊第37師。